# Districtul Chanuman
Chanuman (în thailandeză ชานุมาน) este un district (Amphoe) din provincia Amnat Charoen, Thailanda, cu o populație de 37.677 de locuitori și o suprafață de 555,84 km².

## Componență
Districtul este subdivizat în 5 subdistricte (tambon), care sunt subdivizate în 59 de sate (muban).
| Nr. | Nume             | În thailandeză | Sate | Locuitori |  |
| --- | ---------------- | -------------- | ---- | --------- |  |
| 1.  | Chanuman         | ชานุมาน         | 15   | 9,552     |  |
| 2.  | Khok San         | โคกสาร         | 9    | 5,640     |  |
| 3.  | Kham Khuean Kaeo | คำเขื่อนแก้ว      | 11   | 8,633     |  |
| 4.  | Khok Kong        | โคกก่ง          | 13   | 6,199     |  |
| 5.  | Pa Ko            | ป่าก่อ           | 11   | 7,653     |  |